# Zygmunt Tarasin

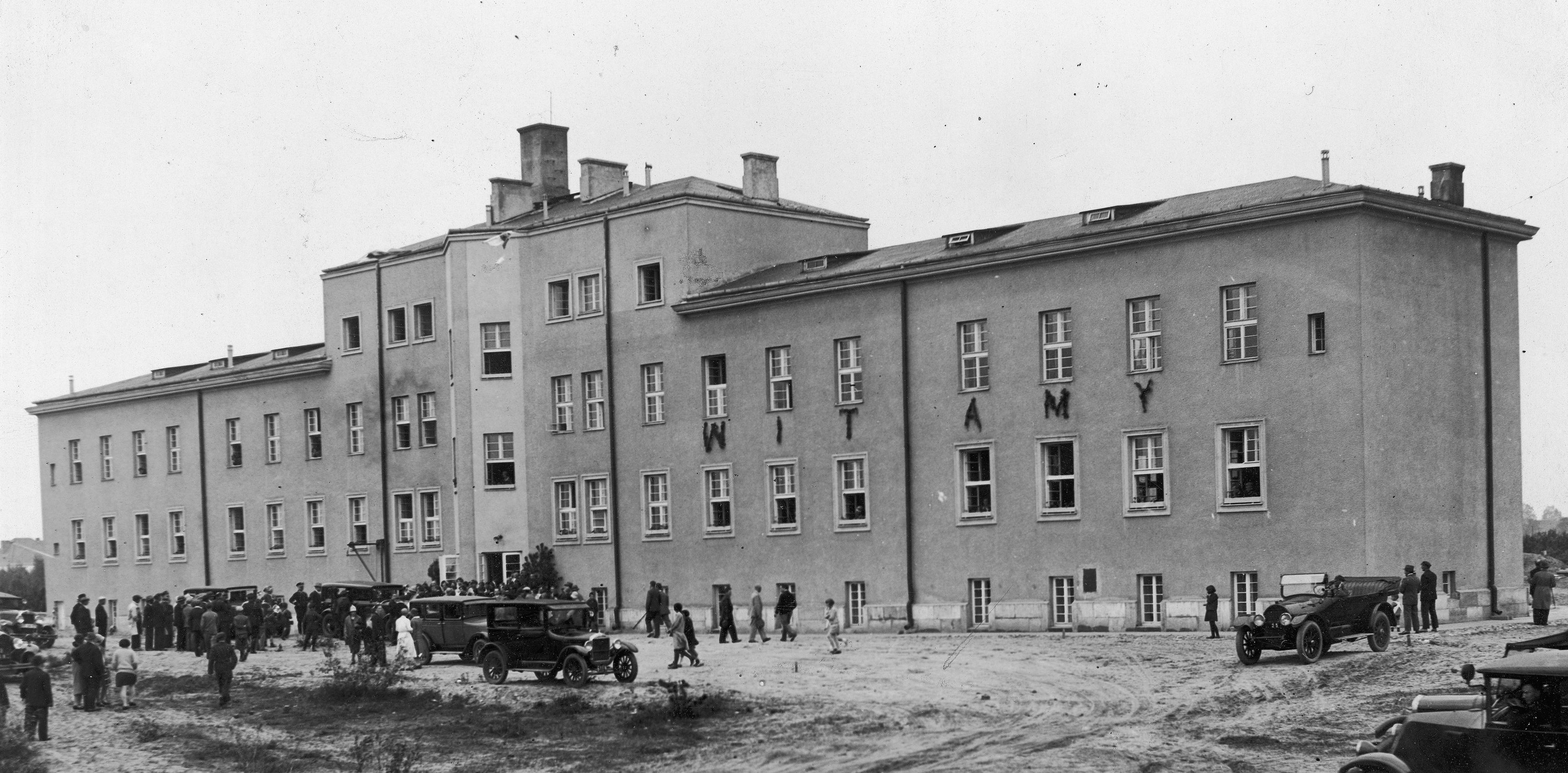
Dom dziecka Towarzystwa „Nasz Dom” (ceremonia poświęcenia budynku) – proj. Zygmunt Tarasin, Warszawa, 1929

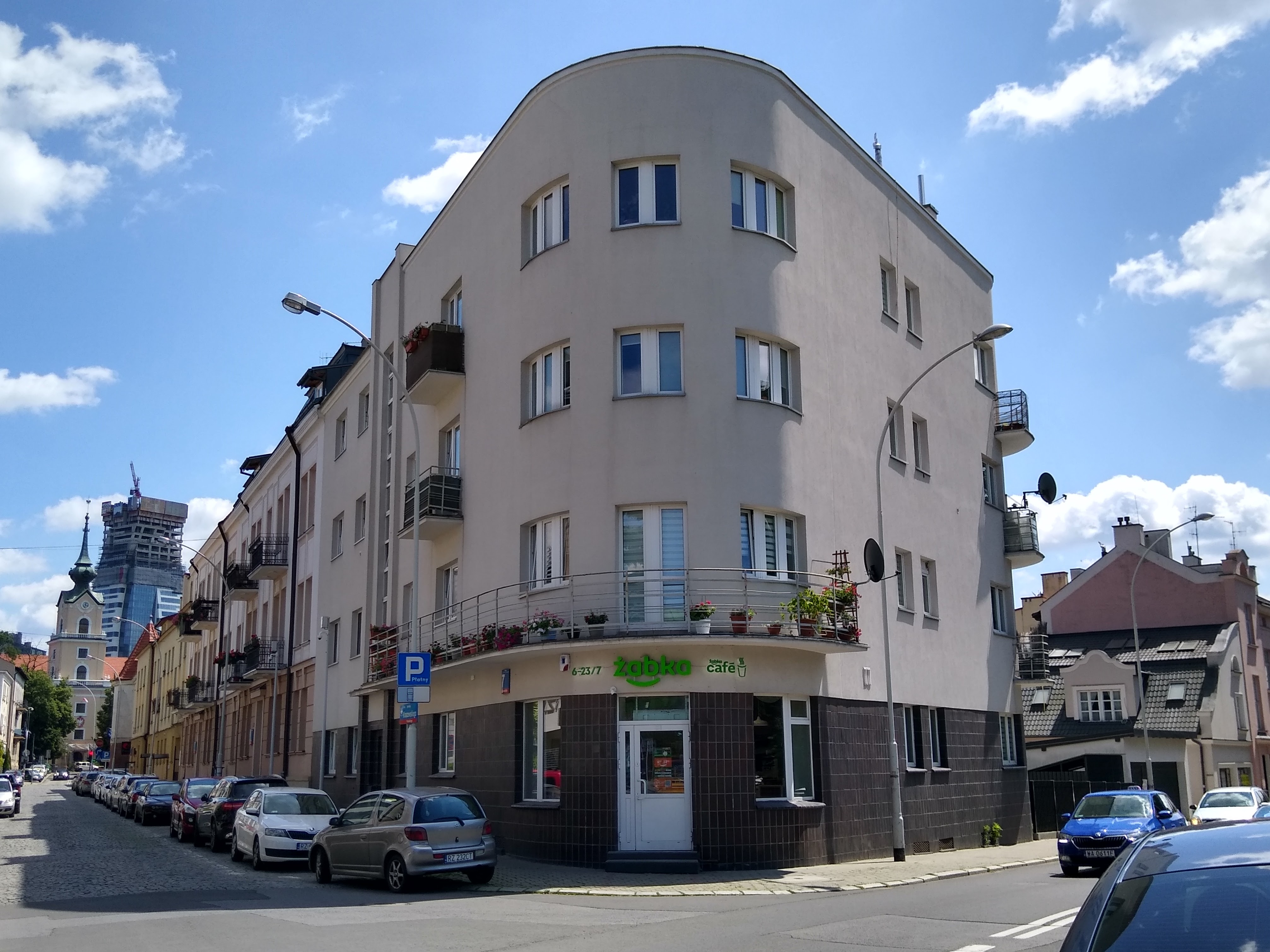
Kamienica przy ul. Kraszewskiego 7 w Rzeszowie – proj. Zygmunt Tarasin, fot. 2023

Zygmunt Antoni Tarasin (ur. 30 kwietnia 1894 w Bolesławiu, zm. 30 listopada 1972 w Bad Schwartau) – polski inżynier architekt, oficer rezerwy Wojska Polskiego, uczestnik kampanii wrześniowej.

## Życiorys
Urodził się w powiecie olkuskim, należącym ówcześnie do guberni kieleckiej, w rodzinie Wawrzyńca i Pelagii z Pachlewskich.
W latach  1912–1914 studiował na Wydziale Architektury Politechniki Ryskiej. Przystąpił wówczas do korporacji akademickiej „Arkonia”. Po powrocie do Polski kontynuował z przerwami naukę na Wydziale Architektury Politechniki Warszawskiej. W lipcu 1920 jeszcze podczas wojny polsko-bolszewickiej jako kad. sierżant rozpoczął kurs w Szkole Podchorążych Piechoty, który ukończył w grudniu. W 1922 uzyskał dyplom architekta. Później otworzył własne biuro architektoniczne w Warszawie, które cieszyło się dużą renomą. Niektóre jego realizacje, m.in. budynek Hotelu Polonia w Rzeszowie, reprezentują styl funkcjonalizmu ekspresyjnego streamline.
2 lipca 1922 został mianowany podporucznikiem rezerwy w korpusie oficerów piechoty i przydzielony w rezerwie do 26 pułku piechoty. Później został przeniesiony do korpusu oficerów inżynierii i saperów. 29 stycznia 1932 prezydent RP nadał mu stopień porucznika z dniem z 2 stycznia 1932 i 33. lokatą w korpusie oficerów rezerwowych inżynierii i saperów. Posiadał przydział w rezerwie do 8 batalionu saperów w Toruniu.
Po agresji Niemiec na Polskę 1 września 1939 walczył w kampanii obronnej. Wzięty do niewoli, trafił do niemieckiego oficerskiego obozu jenieckiego (oflag X C) w Bad Schwartau. Zmarł w obozie i został pochowany na cmentarzu Vorwerker Friedhof w Lubece.

## Dokonania
- Szkoła powszechna nr 160 w Warszawie przy ul. Modlińskiej 13[9]
- Dom dziecka Towarzystwa „Nasz Dom” w Warszawie w al. Zjednoczenia 34 (1927–1929)[10]
- Budynek Izby Przemysłowo-Handlowej w Wilnie przy ul. Mickiewicza (1931–1932) – współautor: Stefan Bohusz-Siestrzeńcewicz
- Kamienica inż. Friesendorfa w Warszawie przy ul. Willowej 6 – współautor: Tadeusz Nowakowski[11]
- Hala montażowa Wytwórni Balonów i Spadochronów (WBS) w Legionowie[12]
- Kolonia urzędnicza w Kostopolu (1938)[13]

- Dom A. Kozłowskiego (wielorodzinny) w Warszawie przy ul. Berezyńskiej 7 na Saskiej Kępie (1938) – współautor: Leonard Tomaszewski[14]
- Hotel Polonia w Rzeszowie przy ul. Asnyka 10 (1938–1939)[15]
- Kamienica w Rzeszowie przy ul. Kraszewskiego 7 (1938–1939)[15]
- Kamienica w Rzeszowie przy ul. Hetmańskiej 17 (1939–1940)[15]

### Konkursy
- Projekt Domu Ludowego w Łodzi (1926) (zakup)
- Projekt kościoła św. Rocha w Białymstoku (1926) – współautor: Jerzy Beill[16]
- Projekt sierocińca dla dzieci i młodzieży Towarzystwa „Nasz Dom” na Bielanach (1927) (nagroda równorzędna)
- Regulację miasta Będzin (1928) – współautor: Jan Sperling (zakup)[17]

## Uwaga
1. ↑  Prawdopodobnie uczestniczył w wojnie polsko-bolszewickiej, ale brak na ten temat dostępnych informacji.